# NGC 462
NGC 462 este o galaxie eliptică situată în constelația Peștii. A fost descoperită în 23 octombrie 1864 de către Albert Marth.